# Dead Letter Office
Dead Letter Office è una raccolta pubblicata dalla I.R.S. Records del gruppo musicale R.E.M. pubblicato nel 1987, nella quale vengono inserite le 20 canzoni meno famose del gruppo.

## Descrizione
Il disco raccoglie contemporaneamente 17 b-side di singoli (tranne Windout, facente parte della colonna sonora del film Bachelor Party - Addio al celibato), dalla traccia 16 alla traccia 20 le canzoni dell'EP Chronic Town, mentre le tracce 21-22 sono bonus track inserite nella ristampa del 1993 pubblicata dalla EMI.
All'interno del libretto si hanno tre copertine: due di Dead Letter Office e la copertina di Chronic Town. I colori che prevalgono nella copertina e nel retro sono il verde, il grigio e il marrone.
Tra le particolarità dell'album, si segnala la canzone Voice of Harold. Sulla base di 7 Chinese Bros., dall'album Reckoning, Stipe legge le informazioni presenti su un disco in vinile di musica sacra trovato nella sala di registrazione (The Joy of Knowing Jesus, del gruppo The Revelaires).
Non tutte le canzoni dell'album sono dei R.E.M.. Alcune tracce, infatti, sono delle cover di canzoni di altri artisti. In particolare, There She Goes Again, Pale Blue Eyes e Femme Fatale sono dei Velvet Underground, Crazy è dei Pylon, Toys in the Attic è degli Aerosmith e King of the Road è di Roger Miller.

## Tracce
- Musica e testi di Bill Berry, Peter Buck, Mike Mills e Michael Stipe, eccetto laddove indicato diversamente.

1. Crazy - 3:03 (Randy Bewley, Vanessa Briscoe, Curtis Crowe, Michael Lachowski)
  - b-side di Driver 8 7" & Wendell Gee 7" & 12"
2. There She Goes Again - 2:50 (Lou Reed)
  - b-side di Radio Free Europe 7" della I.R.S.
3. Burning Down - 4:13
  - b-side di Wendell Gee 7" & 12"
4. Voice of Harold - 4:25
  - b-side di So. Central Rain 12"
5. Burning Hell - 3:49
  - b-side di Cant Get There From Here 12"
6. White Tornado - 1:56
  - b-side di Superman 7" & 12"
7. Toys in the Attic - 2:30 (Steven Tyler, Joe Perry)
  - b-side di Fall on Me 12"
8. Windout - 2:00 (Jerry Ayers, Bill Berry, Peter Buck, Mike Mills, Michael Stipe)
  - presente nella colonna sonora del film Bachelor Party - Addio al celibato
9. Ages of You - 3:44
  - b-side di Wendell Gee 7" & 12"
10. Pale Blue Eyes - 2:54 (Lou Reed)
  - b-side di So. Central Rain 12"
11. Rotary Ten - 2:00
  - b-side di Fall on Me 7"
12. BandWagon - 2:17 (Lynda Stipe, Bill Berry, Peter Buck, Mike Mills e Michael Stipe)
  - b-side di Cant Get There From Here 7" & 12"
13. Femme Fatale - 2:50 (Lou Reed)
  - b-side di Superman 12"
14. Walters Theme - 1:31
  - b-side di So. Central Rain 7"
15. King of the Road - 3:15 (Roger Miller)
  - b-side di So. Central Rain 7"
16. Wolves, Lower - 4:13
17. Garden at Night - 3:30
18. Carnival of Sorts (Box Cars) - 3:55
19. 1,000,000 - 3:06
20. Stumble - 5:41
21. Gardening at Night (versione acustica) - 3:54
22. All the Right Friends - 3:53

## Formazione
- Michael Stipe - voce
- Peter Buck - chitarra
- Mike Mills - basso
- Bill Berry - batteria